# Zub
Zub är en nunatak i Antarktis. Den ligger i Östantarktis. Australien gör anspråk på området. Toppen på Zub är 1 909 meter över havet.
Terrängen runt Zub är platt söderut, men norrut är den kuperad. Terrängen runt Zub sluttar brant österut. Trakten är obefolkad. Det finns inga samhällen i närheten.